# 琉球翠鸟
琉球翠鸟（Todiramphus miyakoensis）是一种神秘的翠鸟，现已灭绝。仅有一个已知的标本。其分类地位也极具争议，它极有可能是密克罗尼西亚翠鸟的亚种之一，所以其拉丁学名使用Todiramphus miyakoensis来进行命名。在山阶鸟类研究所对其标本进行DNA序列分析后，确认琉球翠鸟和密克罗尼西亚翠鸟存在极大的亲缘关系。而IUCN（世界自然保护联盟）则认为该物种为密克罗尼西亚翠鸟的亚种，所以将其从IUCN红色名录中除名。
唯一已知的琉球翠鸟的标本标签指出其于1887年2月5日被采集于琉球群岛的宫古岛，推测可能是雄性。但其发现地点仍然存疑，其可能仅是指出了该种群的局部分布，可能在他岛仍有可能分布。但根据其近亲关岛密克罗尼西亚翠鸟（T. c. cinnamominus，密克罗尼西亚翠鸟的关岛亚种，目前已经野外绝灭）现存种群的分布来推测，其分布似乎符合生物地理学。
琉球翠鸟与关岛密克罗尼西亚翠鸟的唯一区别在于其颈上有黑环，且脚部为红色。由于其标本的鸟喙受损，导致颜色无法进行辨认，而两者飞羽的比例几乎相同。
如果该物种的确生存于宫古岛，那么其可能于19世纪末灭绝。于20世纪的深入研究中没有再次发现该种鸟类。其灭绝原因可能是栖息地由于城市开发和被大范围农业化而被破坏。